# ТЕС Алрар
ТЕС Алрар – теплова електростанція на сході Алжиру неподалік від кордону з Лівією.
ТЕС належить алжирській нафтогазовій компанії Sonatrach, яка використовує її з метою забезпечення свого промислу на гігантському газовому родовищі Алрар (підготовка газу здійснюється газопереробним заводом Алрар). Введене в експлуатацію у 1980-х роках, родовище певний час обслуговувалось електростанцією у складі трьох встановлених на роботу у відкритому циклі газових турбін потужністю по 20 МВт.
В 2008 році Sonatrach замовила другу чергу ТЕС у складі так само трьох газових турбін виробництва General Electric типу Frame 5 потужністю по 20 МВт. Вартість проекту становила майже 150 млн доларів США.
Видача продукції здійснюється через підстанцію, що працює під напругою 66 кВ.